# Trương Gia Cảng
Trương Gia Cảng (chữ Hán giản thể: 張家港市, âm Hán Việt: Trương Gia Cảng thị) là một thành phố cấp huyện thuộc địa cấp thị Tô Châu, tỉnh Giang Tô, Cộng hòa Nhân dân Trung Hoa. Thành phố này nằm ở bờ nam hạ lưu Trường Giang, có diện tích 999 ki-lô-mét vuông, dân số năm 1999 là 854.137 người, trong đó có khoảng 100.000 là dân thành thị. Mã số bưu chính là 215600. Về mặt hành chính, thành phố này được chia thành 9 trấn và hương: Dương Xá, Kim Cảng, Đường Kiều, Đại Tân, Lạc Dư, Cẩm Phong, Nam Phong, Phượng Hoàng, khu quản lý Thường Âm Sa.